# Exploitation documentaire et valorisation de l'information générale
« EDVIGE » redirige ici. Pour les articles homophones, voir Edvige et Edwige.
L’Exploitation documentaire et valorisation de l'information générale (abrégé EDVIGE) est un projet de fichier de police informatisé créé en juin 2008 et qui a été retiré en novembre de la même année. 

## Historique
Créé par le décret 2008-632 du 27 juin 2008 par le ministère français de l'Intérieur sous le gouvernement François Fillon, et paru au Journal officiel n°152 du 1er juillet 2008
, EDVIGE, apparaît dans le cadre de la fusion des Renseignements généraux et de la Direction de la surveillance du territoire pour former la nouvelle Direction centrale du renseignement intérieur : il consiste à intégrer, dans les fiches des anciens Renseignements généraux, des critères utilisés par le fichier CRISTINA de la DST dans l'optique de l'antiterrorisme et du contre-espionnage. L'annonce de sa mise en place soulève un tollé dans une partie de l'opinion publique française,.
Le comité des droits de l'homme de l'ONU souligne dans un rapport rendu public le 22 juillet 2008 que ce fichier contrevient au Pacte international relatif aux droits civils et politiques, entré en vigueur en 1976.
Le Conseil d'État, devant lequel sont formés plusieurs recours,, devait rendre sa décision concernant la légalité du fichier fin décembre 2008. Les associations signataires de la pétition « Non à EDVIGE » s'opposent à tout aménagement à la marge du dispositif et réclament l'abrogation pure et simple du décret et l'abandon du projet. Un nouveau décret est annoncé en préparation en septembre 2008,. Il est supposé supprimer quelques points très controversés du projet initial,.
Ce nouveau projet est soumis à la CNIL pour avis le 19 septembre 2008. Le nouveau fichier est baptisé EDVIRSP (abréviation de « Exploitation documentaire et valorisation de l'information relative à la sécurité publique) et suscite la même opposition. EDVIRSP doit être intégré au projet de loi LOPPSI préparé en juin 2009 par la ministre de l'Intérieur Michèle Alliot-Marie.
Le décret instituant le fichier EDVIGE est finalement retiré le 20 novembre 2008,.
Le fichier EDVIGE devait recenser les personnes « ayant sollicité, exercé ou exerçant un mandat politique, syndical ou économique ou qui jouent un rôle institutionnel, économique, social ou religieux significatif ». Les données n'auraient pu être collectées que pour des personnes « dont l'activité individuelle ou collective » peut « porter atteinte à la sécurité publique » et pour celles « entretenant ou ayant entretenu des relations non fortuites avec elles ». Il aurait visé également « des personnes travaillant dans des secteurs ou des domaines sensibles » et qui font à ce titre l'objet d'enquêtes administratives.

## Caractéristiques
Le fichier EDVIGE était destiné à permettre à la  police « de centraliser et d'analyser les informations relatives aux personnes physiques ou morales ayant sollicité, exercé ou exerçant un mandat politique, syndical ou économique ou qui jouent un rôle institutionnel, économique, social ou religieux significatif, sous condition que ces informations soient nécessaires au Gouvernement ou à ses représentants pour l'exercice de leurs responsabilités». Ces informations auraient pu être « des données à caractère personnel qui font apparaître, directement ou indirectement, les origines raciales ou ethniques, les opinions politiques, philosophiques ou religieuses ou l'appartenance syndicale des personnes, ou qui sont relatives à la santé ou à la vie sexuelle de celles-ci ». Les destinataires de ces informations, « dans la limite du besoin d'en connaître », auraient été « tout agent d'un service de la police nationale ou de la gendarmerie nationale ».
Ce fichier comprenait les informations suivantes :
- informations ayant trait à l'état civil et à la profession ;
- adresses physiques, numéros de téléphone et adresses électroniques ;
- signes physiques particuliers et objectifs, photographies et comportement ;
- titres d'identité ;
- immatriculation des véhicules ;
- informations fiscales et patrimoniales ;
- déplacements et antécédents judiciaires ;
- motif de l'enregistrement des données ;
- données relatives à l'environnement de la personne, notamment à celles entretenant ou ayant entretenu des relations directes et non fortuites avec elle.

En outre, le traitement pouvait enregistrer des données à caractère personnel de la nature de celles mentionnées à l'article 8 de la loi du 6 janvier 1978. Il s’agissait des données faisant apparaître, directement ou indirectement, les origines raciales ou ethniques, les opinions politiques, philosophiques ou religieuses ou l'appartenance syndicale des personnes, ou celles relatives à la santé ou à la vie sexuelle de celles-ci.
Certaines garanties ont été mises en avant : les données autres que celles relatives aux opinions politiques, philosophiques ou religieuses, ou à l'appartenance syndicale ne pouvaient être enregistrées au titre de la finalité de l'article 1er que de manière exceptionnelle, il était interdit de sélectionner une catégorie particulière de personnes à partir de ces seules informations, le traitement ne comportait pas de dispositif de reconnaissance faciale à partir de la photographie
.

## Critiques
Sans débat public préalable, le gouvernement a mis en œuvre la migration du fichier des Renseignements Généraux vers ce fichier de recensement d'information, en augmentant les capacités de fichage des résidents du territoire français. Il devait être alimenté par la Sous-direction de l'information générale (SDIG), placée sous l'autorité de la DCSP.
La Commission nationale de l'informatique et des libertés, dont l'avis était obligatoire mais seulement consultatif, a émis des réserves concernant ce fichier et rappelé son attachement à ce que de telles pratiques restent exceptionnelles et soient entourées de garanties particulièrement renforcées en ce qui concerne les mineurs. Elle a notamment exprimé le souhait que l'âge minimum lié à la collecte d'informations sur des mineurs soit de 16 ans, et non de 13 ans. Elle avait également émis le souhait que cette mesure fasse l'objet d'une loi, et non d'un simple décret, afin qu'il y ait un débat au Parlement.
Mise en place depuis le 10 juillet 2008, une pétition collective Non à EDVIGE a recueilli plus de 215 000 signatures individuelles, et 1169 signatures provenant de différentes associations, syndicats, partis politiques et organisations. Dans un courrier communiqué à la presse le 12 septembre 2008, les représentants de Non à EDVIGE ont demandé à être entendus par François Fillon.
Douze associations et organisations syndicales (AIDES, CFDT, CGT, Force Ouvrière, le Collectif contre l'homophobie et pour l'égalité des droits, la Fédération nationale de l'Autre Cercle, la FSU, l'Inter-LGBT, l'IRIS, la Ligue des droits de l'homme, le Syndicat des avocats de France, le Syndicat de la magistrature, l'Union syndicale Solidaires) ont déposé un recours au Conseil d'État contre ce fichier. Une requête en référé-suspension a été rejetée le 26 août 2008. Un autre recours a été également rejeté le 29 octobre 2008 au motif que « la condition d'urgence |...] n'était pas remplie ».
Le fichier Edvige est condamné par toute la gauche et les Verts (Étienne Tête) ainsi que par le MoDem. Corinne Lepage, présidente de Cap21, et François Bayrou ont formé des recours devant le Conseil d'État. La « suspension » du fichier est également demandée par GayLib, qui regroupe les homosexuels de l'UMP.  Valérie Pécresse et Dominique de Villepin ont également critiqué certains aspects du fichier Edvige, notamment le fait de pouvoir ficher les orientations sexuelles des personnes concernées.
Le ministre de la Défense Hervé Morin s'est ouvertement interrogé sur la pertinence de ce dispositif.
L'Association des maires ruraux de France a demandé le 11 septembre 2008 l'abandon pur et simple de ce fichier créé par un décret « indigne de la France ».
L'une des critiques majeures est notamment le flou qui entoure la notion de « susceptibles de porter atteinte à l'ordre public », qui vient remplacer ce qui était prévu dans le décret de 1991 « troubler gravement l'ordre public par l'intimidation ou la terreur» et « porter atteinte à la sûreté de l’État ou à la sécurité publique par le recours ou le soutien actif apporté à la violence ». Le gouvernement passe de la « présomption d'innocence » propre à un État de droit à une « présomption de culpabilité ». Le fichage des mineurs dès 13 ans, le fait de ficher l'orientation sexuelle et l'état de santé des personnes concernées, ainsi que la question du droit à l'oubli font également débat.
La  secrétaire générale du Syndicat de la magistrature, Hélène Franco, précise : « Donc, participer à une manifestation serait, selon le texte, une raison suffisante pour être fiché ».
Pour CBSnews, le contenu d'EDVIGE est « plus adapté à un État policier qu'à une démocratie européenne moderne ».
Michèle Alliot-Marie s'est défendue a posteriori de ces critiques en affirmant que « toute personne élue ou d'importance a depuis toujours sa fiche aux Renseignements généraux, tout le monde le sait ! Les élus déclarent d'ailleurs officiellement leur rattachement politique » et que « toute la procédure classique a été suivie, les remarques du Conseil d'État ont été prises en compte (notamment toute indication indiquant l'orientation sexuelle des gens fichés avait été supprimée) [et] la rédaction qu'il a préconisée retenue ».

## Rapport de la Commission des lois constitutionnelles, de la législation et de l'administration générale de la République
La Commission des lois constitutionnelles, de la législation et de l'administration générale de la République, a émis, le 17 septembre 2008, après audition de nombreuses personnalités, neuf recommandations sur le fichier Edvige,.

## Approbation
Plusieurs autorités policières ou syndicalistes policiers ont défendu le fichier EDVIGE :
- Bruno Beschizza, secrétaire général d'un syndicat d'officiers de police (Synergie), déclare qu'EDVIGE est « un outil adapté à la demande de renseignements des gouvernements de gauche comme de droite (...) Un outil moderne et transparent, techniquement bien adapté à ce qu'on nous demande »[41].

- Frédéric Péchenard, directeur général de la police nationale, déclare qu'EDVIGE est un « outil rudimentaire, un fichier d'indexation qui se borne à indiquer où se trouve tel ou tel dossier »[42].

- David Barras, secrétaire national d'un syndicat d'officiers de police (SNOP), déclare qu'il s'agit « d'une polémique politicienne qui a touché le rôle et les missions des services de renseignement, et au-delà toute l'institution policière »[43].